# 弓削太郎
弓削 太郎（ゆげ たろう、1923年 - 1973年5月20日【遺体発見日】）は、日本の映画監督。

## 略歴
東京生まれ。中央大学法学部卒業。1947年、大映東京撮影所に助監督として入社。1960年、「女は抵抗する」で初監督。以後、大映のプログラムピクチャーを多く監督した。
大映倒産後の1972年5月18日に行方不明となり、1973年5月20日に長野県北佐久郡軽井沢町の山中でミイラ化した状態の遺体が発見された。自殺とみられるが詳細は不明である。

## 主な作品
特に表記のないものは大映東京作品
- 1956年 母を求める子等 - 助監督
- 1957年 朝の口笛 - 助監督
- 1957年 くちづけ - 助監督
- 1959年 あなたと私の合言葉 さようなら、今日は - 助監督
- 1959年 野火 - 助監督
- 1960年 女は抵抗する
- 1960年 傷ついた野獣
- 1960年 東京の空の下で
- 1961年 お嬢さん
- 1961年 新人生劇場
- 1961年 幼馴染というだけさ
- 1961年 男の銘柄
- 1962年 スーダラ節 わかっちゃいるけどやめられねぇ
- 1962年 かっこいい若者たち
- 1963年 背広の忍者
- 1963年 黒の商標
- 1963年 黒の駐車場
- 1964年 殺られる前に殺れ
- 1964年 続・高校三年生
- 1964年 制服の狼
- 1965年 雲を呼ぶ講道館
- 1965年 掏摸
- 1965年 牝犬脱走
- 1966年 ザ・ガードマン 東京忍者部隊
- 1966年 貴様と俺
- 1967年 今夜は踊ろう
- 1967年 女賭博師
- 1967年 女賭場荒し
- 1968年 あるセックス・ドクターの記録
- 1968年 喜劇 泥棒学校
- 1968年 愛の三分間指圧
- 1968年 ある女子高校医の記録 妊娠
- 1968年 高校生芸者
- 1968年 続セックス・ドクターの記録
- 1969年 ある女子高校医の記録 失神
- 1969年 昭和おんな仁義
- 1969年 与太郎戦記
- 1969年 いそぎんちゃく
- 1970年 与太郎戦記 女は幾万ありとても
- 1970年 喜劇 おひかえなすって! （大映京都）
- 1970年 夜のいそぎんちゃく
- 1971年 すっぽん女番長
- 1971年 陸軍落語兵